# Talking to Myself
Talking to myself is een nummer van de Amerikaanse rockband Linkin Park uit 2017. Het is de tweede single van Linkin Parks zevende studioalbum One More Light. En het was de eerste single die uitkwam na het overlijden van Chester Bennington.
Talking to Myself werd geschreven vanuit het perspectief van een persoon die machteloos toekijkt terwijl een geliefde worstelt met persoonlijke demonen.

## Muziekvideo
De muziekvideo voor Talking to Myself werd enkele uren voor het overlijden van Chester Bennington uitgebracht en bestaat uit live-opnames van de band tijdens hun One More Light-tournee. De video, geregisseerd door Mark Fiore, biedt een intieme kijk op het leven van de bandleden op het podium en achter de schermen.
De videoclip bereikte 10,1 miljoen views in de eerste 24 uur van de publicatie en was daarmee een van de best bekeken muziekclips in de eerste dag van publicatie. De video is na het overlijden van Chester Bennington aangepast dat het laatste shot is dat Chester uit een raam naar buiten kijkt. 
Emily Armstrong · Chester Bennington · Rob Bourdon · Colin Brittain · Brad Delson 
Dave Farrell · Joe Hahn · Scott Koziol · Mike Shinoda · Mark Wakefield